# Sporting Clube de Timor
O Sporting Clube de Timor é um clube de futebol de Díli, capital do Timor-Leste. É a filial número 85 no estrangeiro do Sporting Clube, de Portugal.
É um dos times de futebol mais antigos do país, tendo sido fundado em 1937.

## História
O Sporting Clube de Timor foi formado no século XX, ainda durante o domínio português no país. Os seus estatutos foram aprovados pela Portaria nº 654 e publicados no Boletim Oficial de Timor em 16 de julho de 1938. Porém, a data da fundação considerada nesses estatutos é o dia 25 de maio de 1937. 
Nos anos 50, o Sporting Timor tinha uma atividade intensa, tanto a nível desportivo como social. A sua grande sede foi inaugurada em 1960, com salões para jogos, serviços administrativos, campos de treino, restaurante e um salão de baile com capacidade para 600 pessoas. A essa altura existiam em Dili outros três clubes: o Sport Díli e Benfica, o grande rival do Sporting Timor, e ainda o União e a Académica.
Durante a ocupação de Timor-Leste pela Indonésia, muitas atividades foram suspensas, mas em 1984 o clube criou uma nova sede.
Em 2015, o Sporting Clube de Portugal abriu sua nova escola academia no Timor, utilizando as instalações de sua filial timorense como base para o projeto. No mesmo ano, com a criação da nova Liga Futebol, o Sporting Timor passou a fazer parte da segunda divisão nacional.
Sua campanha de maior destaque foi a 3ª colocação na Segunda Divisão de 2018, quando o time ficou a 6 pontos de ser promovido. Nas temporadas de 2020-21 e 2022-23, o clube desistiu de sua participação no torneio, devido aos problemas gerados pela pandemia de COVID-19. A equipa participou da Copa FFTL de 2020, na qual atingiu as quartas de final.